# 3764 Холмсакурт
3764 Холмсакурт (3764 Holmesacourt) — астероїд головного поясу, відкритий 10 жовтня 1980 року.
Тіссеранів параметр щодо Юпітера — 3,618.